# Jonas Kaufmann

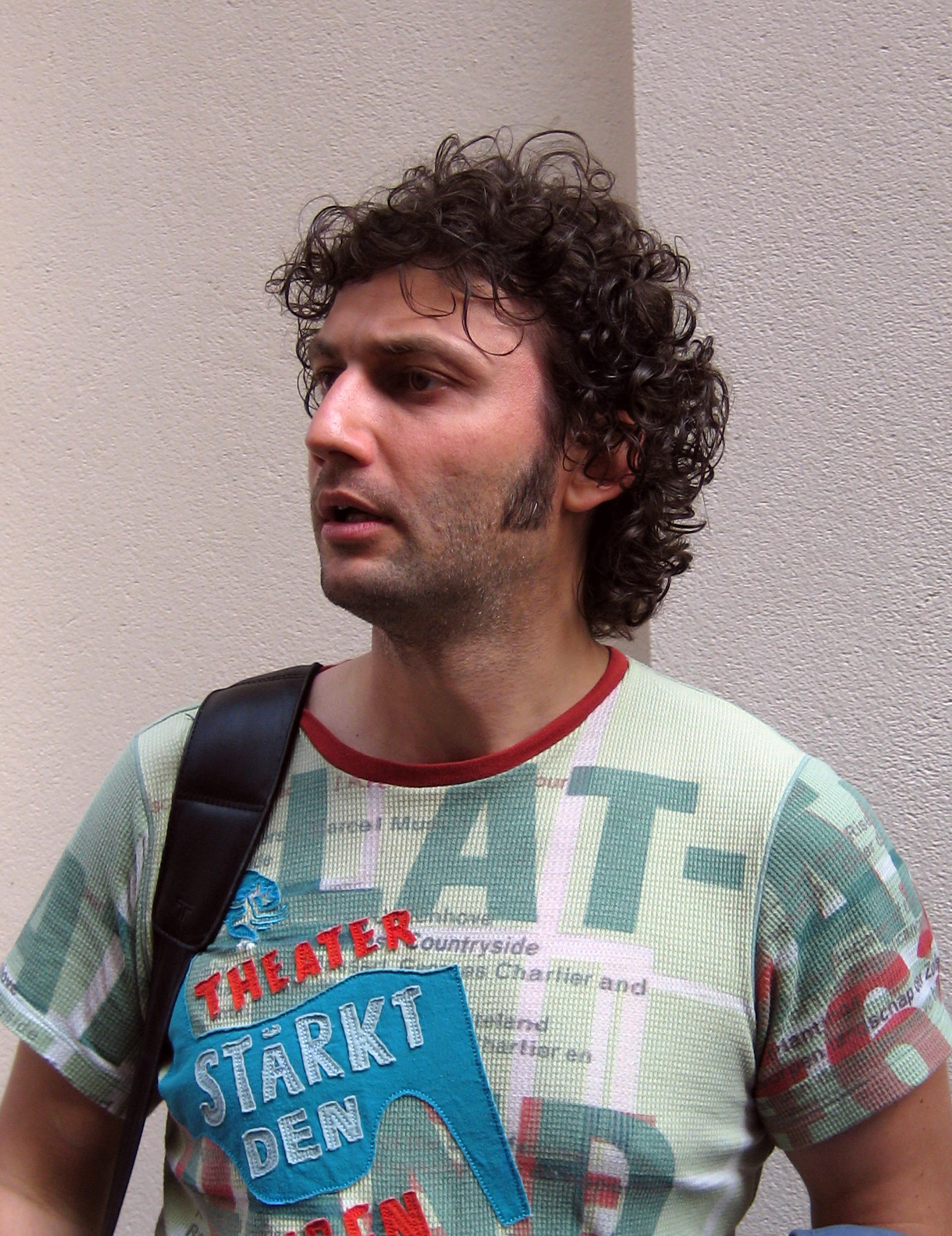
Kaufmann sortint de la Royal Opera House de Londres després d'un assaig de Tosca el 9 de maig de 2008

Jonas Kaufmann (Múnic, 10 de juliol de 1969) és un tenor d'òpera alemany. Tot i que ha cantat una gran varietat de papers, incloent-hi tant el repertori de Mozart com el de Wagner, és especialment conegut per les seves actuacions en papers de spinto, com Don José a Carmen, Cavaradossi a Tosca, Maurizio a Adriana Lecouvreur, i el paper protagonista de Don Carlos.

## Biografia

### Joventut i educació
Kaufmann va néixer a Múnic. El seu pare treballava per a una companyia d'assegurances, i la seva mare era una mestra de guarderia. Va començar a estudiar piano a l'edat de vuit anys, i cantà en el cor de la seva escola primària. Encara que va estudiar per als exàmens d'ingrés de matemàtiques, l'estiu de 1989 va començar la seva formació vocal a la Universitat de Música i Arts Escèniques de Múnic. Mentre estudiava, va cantar alguns petits papers a l'Òpera Estatal de Baviera. Es va graduar el 1994.
El 1995, després d'una crisi vocal, Kaufmann va rebre ajuda del baríton nord-americà Michael Rhodes, que li va ensenyar una "nova forma de cantar" i com arribar a estar "més relaxat en la meva veu i en mi mateix". En el llibre de Kaufmann Meinen die wirklich mich? va dir: "Trobar a Michael Rhodes que realment et pot ajudar i et portarà a l'èxit és realment un gran cop de sort".

### Carrera
Va començar la seva carrera professional en l'Staatstheater Saarbrücken el 1994 i va ser convidat a fer aviat el seu debut en els teatres alemanys com l'Òpera de Stuttgart i l'Òpera Estatal d'Hamburg, així com el seu debut internacional en la Lyric Opera de Chicago, l'Òpera Nacional de París i La Scala. Va fer el seu debut al Festival de Salzburg de 1999, en una nova producció de Doktor Faust de Busoni, i va tornar el 2003 com Belmonte a El rapte en el serrall de Mozart i per als concerts de la Novena de Beethoven amb la Filharmònica de Berlín.
Va actuar al Covent Garden la temporada 2006-2007 en el paper de Don José a Bizet de Bizet, amb bones crítiques, i també va cantar Alfredo a La Traviata de Verdi al Metropolitan Opera i al Covent Garden el 2008. El maig de 2008, Kaufmann va fer el seu debut en el paper de Cavaradossi de Tosca de Puccini al Covent Garden, un cop més aclamat per la crítica. La següent temporada va interpretar Manon a Chicago al costat de Natalie Dessay i en el paper protagonista d'una nova producció de Lohengrin a l'Òpera Estatal de Baviera. També va cantar Lohengrin al Festival de Bayreuth a la nit d'obertura de la temporada 2010, en una producció posada en escena per Hans Neuenfels i dirigida per Nelson Andris.
El seu primer enregistrament amb Decca, Romantic Arias, va ser llançat el gener de 2008. També ha gravat un cicle de cançons de Schubert en la mateixa etiqueta i el paper de Pinkerton a Madama Butterfly per EMI. El gener de 2010 va assumir el paper principal a Werther de Jules Massenet a l'Òpera Bastille, el rendiment va ser gravat i llançat en DVD el novembre de 2010.
L'abril de 2011 va tornar a la Metropolitan Opera com Siegmund en la nova producció del director Robert Lepage de Die Walküre de Richard Wagner.

## Vida personal
Kaufmann està casat amb la mezzosoprano Margarete Joswig. Tenen tres fills i viuen a Zúric, Suïssa.